# 湘潭市人民政府
湘潭市人民政府，简称湘潭市政府，是中华人民共和国湖南省湘潭市的行政管理机关，政府办公地址在岳塘区芙蓉路市政府大楼。

## 沿革
1950年7月，中南军政委员会批准改湘潭县城关区为湘潭市，隶属驻湘潭县的长沙专署（长沙专区行政公署，1952年改为湘潭专区行政公署），县级湘潭市人民政府正式成立。1953年，湘潭市升为省辖市，湘潭行署代管。1980年改由湖南省直接管辖。
长沙专区成立于1949年，治所湘潭县，1952年，改称湘潭专区。1970年改称湘潭地区。1983年地市合并。

## 职权
根据《中华人民共和国地方各级人民代表大会和地方各级人民政府组织法》第七十三条，县级以上的地方各级人民政府行使下列职权：
1. 执行本级人民代表大会及其常务委员会的决议，以及上级国家行政机关的决定和命令，规定行政措施，发布决定和命令；
2. 领导所属各工作部门和下级人民政府的工作；
3. 改变或者撤销所属各工作部门的不适当的命令、指示和下级人民政府的不适当的决定、命令；
4. 依照法律的规定任免、培训、考核和奖惩国家行政机关工作人员；
5. 编制和执行国民经济和社会发展规划纲要、计划和预算，管理本行政区域内的经济、教育、科学、文化、卫生、体育、城乡建设等事业和生态环境保护、自然资源、财政、民政、社会保障、公安、民族事务、司法行政、人口与计划生育等行政工作；
6. 保护社会主义的全民所有的财产和劳动群众集体所有的财产，保护公民私人所有的合法财产，维护社会秩序，保障公民的人身权利、民主权利和其他权利；
7. 履行国有资产管理职责；
8. 保护各种经济组织的合法权益；
9. 铸牢中华民族共同体意识，促进各民族广泛交往交流交融，保障少数民族的合法权利和利益，保障少数民族保持或者改革自己的风俗习惯的自由，帮助本行政区域内的民族自治地方依照宪法和法律实行区域自治，帮助各少数民族发展政治、经济和文化的建设事业；
10. 保障宪法和法律赋予妇女的男女平等、同工同酬和婚姻自由等各项权利；
11. 办理上级国家行政机关交办的其他事项。

## 组织结构
湘潭市市长是湘潭市人民政府最高行政首长，由湘潭市人民代表大会任命，现任市长为李永亮，他于2024年12月当选。